# ATE IIIb
Die ATE IIIb waren dreifach gekuppelte Personenzug–Schlepptenderlokomotiven der k.k. priv. Aussig-Teplitzer Eisenbahn.

## Geschichte
Nach dem Erfolg mit der 1869 von Hartmann in Chemnitz gelieferten Gattung IIIa beschaffte die ATE ab 1889 weitere Lokomotiven dieser Bauart bei der Wiener Neustädter Lokomotivfabrik in Wiener Neustadt als Gattung IIIb.
Die Lokomotiven wurden recht universell verwendet. Belegt sind sowohl Einsätze vor schweren Güterzügen als auch im Reisezugdienst auf der Hauptstrecke der ATE zwischen Aussig und Komotau. Ein undatiertes Foto zeigt eine ATE IIIb vor dem Sonderzug der russischen Zarin nach Karlsbad.
25 Lokomotiven gelangten nach der Verstaatlichung der ATE (1924) noch zur Tschechoslowakischen Staatsbahn ČSD und erhielten die neue Reihenbezeichnung 322.4.
Nach der Angliederung des Sudetenlandes an Deutschland im Herbst 1938 gelangte ein Teil der Lokomotiven in den Bestand der Deutschen Reichsbahn. Sie erhielten dort die Betriebsnummern 53 7401 bis 7413. Nach 1945 kamen die Maschinen wieder zur ČSD, die sie jedoch schon bald ausmusterte.

## Technische Merkmale
Die Lokomotiven glichen weitgehend den zuvor beschafften Lokomotiven der Gattung IIIa. Im Unterschied zu diesen wurde jedoch der Kessel bei etwa gleichen Abmessungen mit 11 atü Dampfdruck betrieben, was eine geringfügige Leistungssteigerung ermöglichte.
Äußerlich unterschieden sich die Lokomotiven im Wesentlichen nur durch die Bauart der Funkenfänger und die Anordnung des Sandkastens.